# Суккур (округ)
Су́ккур (урду ضلع سکھر‎, англ. Sukkur District, синдхи سکر ضلعو) — один из 23 округов пакистанской провинции Синд. Административный центр — город Суккур.

## География
Площадь округа — 5 165 км². На севере граничит с округами Кашмор и Готки, на северо-западе — с округом Шикарпур, на юге — с округом Хайрпур, на востоке — с территорией Индии.

## Административно-территориальное деление
Округ делится на четыре техсила:
- Пано-Акил
- Рохри
- Салехпат
- Суккур

## Население
По данным переписи 1998 года, население округа составляло 908 373 человека, из которых мужчины составляли 53,19 %, женщины — соответственно 46,81 %. Уровень грамотности населения (от 10 лет и старше) составлял 46,6 %. Уровень урбанизации — 50,87 %. Средняя плотность населения — 175,9 чел./км².